# John Leake

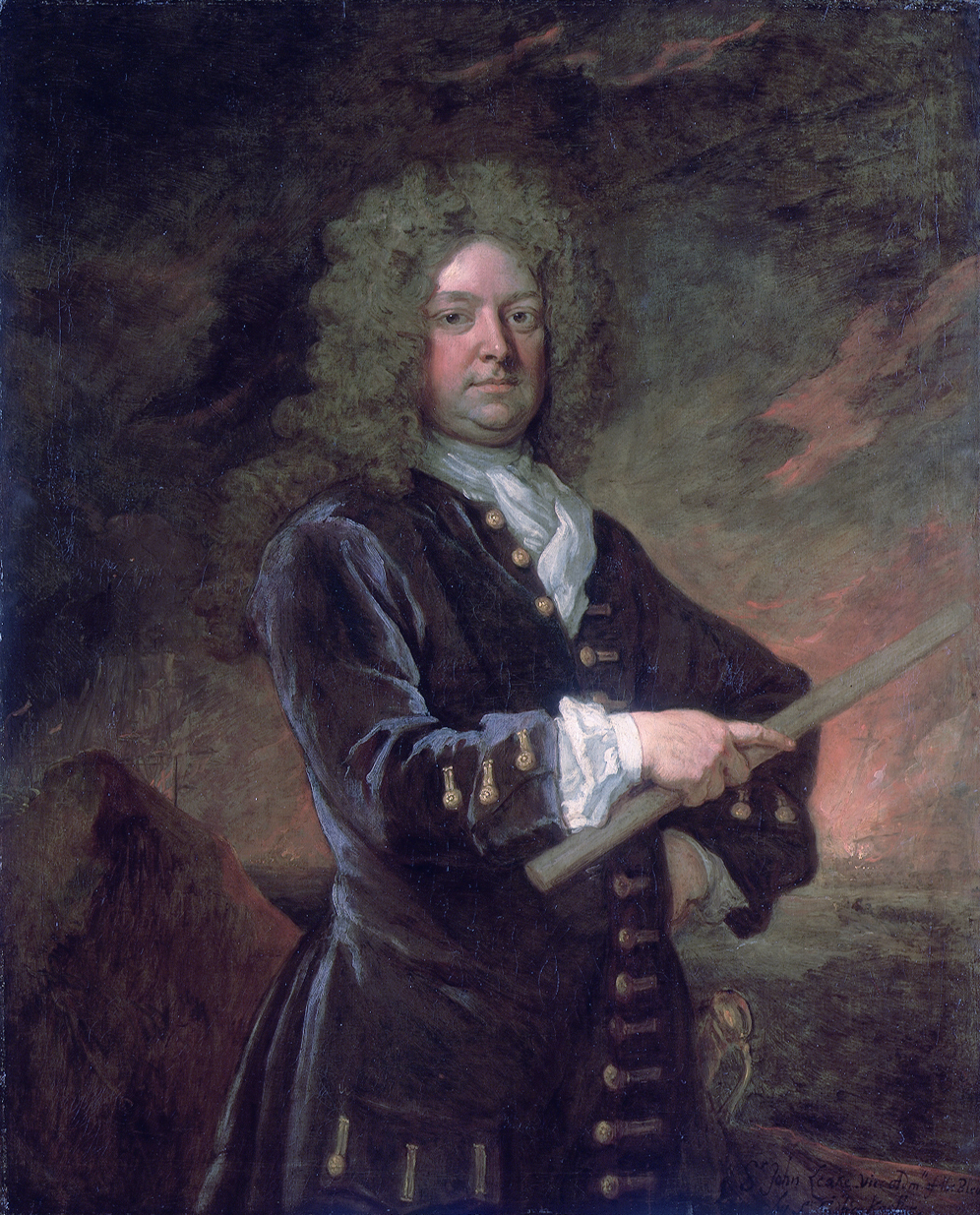
Almirante John Leake (1656-1720) (Godfrey Kneller)

John Leake (Rotherhithe, 4 de julio de 1656 - Greenwich, 21 de agosto de 1720) fue un almirante de la Royal Navy y un político estuvo presente en la Cámara de los Comunes del Reino Unido entre 1708 y 1715.
Al poco de estallar la Guerra de Sucesión Española Leake fue nombrado capitán del HMS Exeter y zarpó de Plymouth, el 22 de julio de 1702 con ocho barcos hacia Terranova para atacar los puertos pesqueros franceses y sus barcos al mar. En esta expedición 51 barcos fueron confiscados o destruidos. A su regreso a Inglaterra, Leake fue nombrado contraalmirante y se le ofreció el título de caballero, que rechazó. En marzo siguiente fue ascendido a Vicealmirante. En 1704 Leake fue enviado al Mediterráneo y tomó parte en la toma de Gibraltar bajo mando del almirante George Rooke. Después ayudó a repeler un contraataque francés, comandante la vanguardia con el HMS Prince George, en la batalla de Vélez-Málaga. Al año siguiente, el 21 de marzo de 1705, rechazó un segundo ataque sobre Gibraltar en la batalla de Marbella. Los franceses y los españoles encabezados por el mariscal Tessé abandonaron el asedio de Gibraltar después de esta derrota. En 1706 los franceses iniciaron el sitio de Barcelona (1706) para reconquistarla. El almirante Shovell había vuelto a Inglaterra y Leake, que se había quedado con la escuadra en el Mediterráneo, navegó hasta Barcelona y levantó el asedio el 22 de mayo. En el camino de regreso bombardeó y capturar Cartagena y Alicante. Leake fue nombrado Almirante en 1707 y tomó Cerdeña el 15 de agosto de 1708. El 29 de septiembre desembarcó a James Stanhope con fuerzas de Barcelona para ocupar el puerto fortificado de Mahón de Menorca. Esto dio a los aliados una base permanente a lo largo de la campaña que permitió dominar el Mediterráneo, un éxito estratégico de primer orden.
- Datos: Q1381694
- Multimedia: Sir John Leake / Q1381694